# Самнер (Вашингтон)
Самнер (англ. Sumner) — місто (англ. city) в США, в окрузі Пірс штату Вашингтон. Населення — 10 621 особа (2020).

## Географія
Самнер розташований за координатами 47°13′29″ пн. ш. 122°14′11″ зх. д. / 47.22472° пн. ш. 122.23639° зх. д. (47.224830, -122.236302).  За даними Бюро перепису населення США в 2010 році місто мало площу 19,73 км², з яких 19,45 км² — суходіл та 0,28 км² — водойми.

## Демографія
Згідно з переписом 2010 року, у місті мешкала 9451 особа в 3980 домогосподарствах у складі 2454 родин. Густота населення становила 479 осіб/км².  Було 4279 помешкань (217/км²).
Расовий склад населення:
| - 87,3 % — білих - 2,4 % — азіатів - 1,2 % — чорних або афроамериканців - 1,0 % — корінних американців - 0,4 % — вихідців з тихоокеанських островів - 3,4 % — осіб інших рас |

До двох чи більше рас належало 4,3 %. Частка іспаномовних становила 10,1 % від усіх жителів.
За віковим діапазоном населення розподілялося таким чином: 24,4 % — особи молодші 18 років, 60,7 % — особи у віці 18—64 років, 14,9 % — особи у віці 65 років та старші. Медіана віку мешканця становила 38,2 року. На 100 осіб жіночої статі у місті припадало 92,9 чоловіків;  на 100 жінок у віці від 18 років та старших — 88,4 чоловіків також старших 18 років.
Середній дохід на одне домашнє господарство  становив 69 043 долари США (медіана — 53 445), а середній дохід на одну сім'ю — 83 222 долари (медіана — 72 188). Медіана доходів становила 52 936 доларів для чоловіків та 44 770 доларів для жінок. За межею бідності перебувало 11,6 % осіб, у тому числі 14,1 % дітей у віці до 18 років та 12,7 % осіб у віці 65 років та старших.
Цивільне працевлаштоване населення становило 4699 осіб. Основні галузі зайнятості: освіта, охорона здоров'я та соціальна допомога — 18,3 %, виробництво — 17,2 %, роздрібна торгівля — 12,4 %, мистецтво, розваги та відпочинок — 10,8 %.